# IV liga polska w piłce nożnej (Elbląg-Bydgoszcz-Toruń 1998–2000)
Elbląsko-bydgosko-toruńska grupa IV ligi powstała w 1998 roku na skutek reorganizacji rozgrywek. Rozgrywki w tej grupie trwały dwa sezony i w 2000 roku zostały zastąpione przez IV ligę  grupę kujawsko-pomorską, IV ligę grupę pomorską i IV ligę grupę warmińsko-mazurską. Występowały w niej drużyny z województw: elbląskiego, bydgoskiego i toruńskiego.

## 1999/2000
| Poz. | Klub                       | M  | Pkt. | Bramki | Uwagi                      |
| ---- | -------------------------- | -- | ---- | ------ | -------------------------- |
| 1    | Unia Janikowo              | 30 | 65   | 74-21  |                            |
| 2    | Zawisza Bydgoszcz          | 30 | 62   | 65-20  | IV liga kujawsko-pomorska  |
| 3    | Chojniczanka Chojnice      | 30 | 60   | 64-37  | IV liga pomorska           |
| 4    | Polonia Elbląg             | 30 | 59   | 67-50  | IV liga warmińsko-mazurska |
| 5    | Błękitni Orneta            | 30 | 59   | 71-39  | IV liga warmińsko-mazurska |
| 6    | Pomorzanin Toruń           | 30 | 57   | 76-50  | IV liga kujawsko-pomorska  |
| 7    | Szubinianka Szubin         | 30 | 49   | 38-32  | IV liga kujawsko-pomorska  |
| 8    | Pomowiec Kijewo Królewskie | 30 | 40   | 56-50  | IV liga kujawsko-pomorska  |
| 9    | Wda Świecie                | 30 | 39   | 44-42  | IV liga kujawsko-pomorska  |
| 10   | Legia Chełmża              | 30 | 33   | 45-63  | IV liga kujawsko-pomorska  |
| 11   | Promień Kowalewo           | 30 | 33   | 47-71  | IV liga kujawsko-pomorska  |
| 12   | Kasztelan Papowo Biskupie  | 30 | 30   | 39-69  | IV liga kujawsko-pomorska  |
| 13   | Polonia Pasłęk             | 30 | 28   | 41-64  | IV liga warmińsko-mazurska |
| 14   | Powiśle Dzierzgoń          | 30 | 20   | 22-62  | IV liga pomorska           |
| 15   | Brda Bydgoszcz             | 30 | 18   | 21-71  | IV liga kujawsko-pomorska  |
| 16   | Czarni Nakło               | 30 | 15   | 23-70  | klasa okręgowa Bydgoszcz   |

## 1998/1999
- Zawisza  Bydgoszcz wycofała się po sezonie 1997/1998 z II ligi i zgłosiła się do IV ligi
- z III ligi spadły:
  - Pomezania Malbork
  - Kasztelan Papowo Biskupie
  - Czarni Nakło
  - Brda Bydgoszcz
  - Olimpia Grudziądz
  - Rodło Kwidzyn
- z IV ligi elbląskiej 1997/98 przeszły:
  - Polonia Elbląg
  - Powiśle Dzierzgoń
  - Jurand Lasowice Wielkie
- z toruńskiej klasy okręgowej 1997/98 przeszły:
  - Pomowiec Kijewo Królewskie
  - Legia Chełmża
  - Promień Kowalewo
- z bydgoskiej klasy okręgowej 1997/98 przeszły:
  - Wda Świecie
  - Unia Janikowo
  - Chojniczanka Chojnice

| Poz. | Klub                       | M  | Pkt. | Bramki |
| ---- | -------------------------- | -- | ---- | ------ |
| 1    | Pomezania Malbork          | 30 | 66   | 65-23  |
| 2    | Legia Chełmża              | 30 | 56   | 68-32  |
| 3    | Kasztelan Papowo Biskupie  | 30 | 51   | 52-38  |
| 4    | Chojniczanka Chojnice      | 30 | 50   | 68-40  |
| 5    | Unia Janikowo              | 30 | 49   | 58-39  |
| 6    | Zawisza Bydgoszcz          | 30 | 48   | 54-29  |
| 7    | Polonia Elbląg             | 30 | 47   | 54-42  |
| 8    | Czarni Nakło               | 30 | 45   | 46-37  |
| 9    | Pomowiec Kijewo Królewskie | 30 | 42   | 53-56  |
| 10   | Promień Kowalewo           | 30 | 38   | 61-59  |
| 11   | Powiśle Dzierzgoń          | 30 | 38   | 41-59  |
| 12   | Wda Świecie                | 30 | 37   | 33-40  |
| 13   | Brda Bydgoszcz             | 30 | 36   | 43-61  |
| 14   | Olimpia Grudziądz          | 30 | 35   | 52-65  |
| 15   | Jurand Lasowice Wielkie    | 30 | 25   | 24-62  |
| 16   | Rodło Kwidzyn              | 30 | 15   | 35-125 |